# Gare de Gyland
La gare de Gyland est une gare ferroviaire norvégienne de la ligne du Sørland, située à Gyland sur le territoire de la commune de Flekkefjord dans le comté d'Agder.
C'est une halte sans personnel de la Norges Statsbaner (NSB), ouverte au service des voyageurs.

## Situation ferroviaire
Établie à 123 mètres d'altitude, la gare de Gyland est située au point kilométrique (PK) 453,53 de la ligne du Sørland, entre les gares ouvertes de Snartemo et de Sira.

## Histoire
Elle est mise en service en 1943 lorsque la ligne du Sørland est ouverte à l'exploitation jusqu'à la gare de Moi.

## Service des voyageurs

### Accueil
C'est une halte voyageurs de la NSB sans personnel.